# 葉山美湖
葉山 美湖（はやま みこ、1982年1月14日 - ）は、日本の元AV女優。
東京都出身。血液型:B型。身長:154cm。スリーサイズ:B84(D)・W59・H88。

## 略歴・人物
2000年より雑誌のグラビアを中心に活動。
2001年4月に『水蜜桃』（宇宙企画）でAVデビュー。後にインディーズ系メーカーの作品にも出演した。
2003年頃に引退。

## 出演作品

### アダルトビデオ
2001年
- 水蜜桃（4月30日、宇宙企画）
- 初恋ソネット（5月27日、宇宙企画）
- エロジェンヌ（6月30日、宇宙企画）

2002年
- 濡れた瞳を抱きしめて（1月26日、シー・ツー・コーポレーション）
- 愛欲のマリオネット（2月23日、シー・ツー・コーポレーション）
- Double UNiTED（4月19日、クリスタル映像）※総集編、『濡れた瞳を抱きしめて』『愛欲のマリオネット』を収録
- 絶対服従 FILE03（8月1日、ゴーゴーズ）
- 激射 vol.21（9月6日、アウダースジャパン）
- プレミア・ミックス（11月20日、宇宙企画） ※総集編、『水蜜桃』『初恋ソネット』『エロジェンヌ』を収録
- 女子校生物語（11月22日、ピエロ）
- 徹底攻略 25 〜女体パーツ・フェチ〜（12月1日、ワンズファクトリー）
- GOLDEN LUCKY!! 04（12月5日、ドリームチケット）他出演:岡野美憂、琴野まゆ

2003年
- 超エロボディ（1月9日、ドリームチケット）他出演:松坂樹梨、藤森かおり
- セクシャルオフィス（1月22日、ドリームチケット）他出演:夏木美夕、蒼吹雪
- 学園ゲーム 女子校生（3月28日、ピエロ） ※DVDプレイヤーズゲーム
- メルヘン（4月11日、ピエロ）
- smile kiss（5月16日、GUTS）
- Doll 〜葉山美湖〜（10月10日、ピエロ）

2007年
- スレスレ限界モザイクで甦る。 Vol.6（3月23日、ピエロ） ※総集編

### イメージビデオ
- 色づく思い（2001年6月15日、バウハウス）

### オリジナルビデオ
- ネットオークション 狙われた処女（2002年12月25日、ミュージアム）

## 書籍

### 写真集
- Fragile〜こわれもの〜 （2001年6月29日、英知出版）
- KARAMI 09 （2002年1月、三和出版）